# قرار مجلس الأمن التابع للأمم المتحدة رقم 1909
قرار مجلس الأمن التابع للأمم المتحدة رقم 1909، الذي تم تبنيه بالإجماع في 21 يناير 2010، بعد التذكير بالقرارات 1740 (2007) و1796 (2008) و1825 (2008) و1864 (2009) و1879 (2008)، مدد المجلس ولاية بعثة الأمم المتحدة في نيبال حتى 15 مايو 2010 بناءً على طلب نيبال، وقرر أن تنتهي المهمة أيضًا في هذا التاريخ وطالب بعثة الأمم المتحدة أيضًا بتسليم المسؤوليات المتبقية بما في ذلك مراقبة الأسلحة والأفراد المسلحين.
ورحب المجلس باستمرار عملية السلام في البلاد، ودعا الحكومة والحزب الشيوعي النيبالي الموحد (الماوي) إلى تنفيذ دمج وإعادة تأهيل أفراد الجيش الماوي بحلول موعد الانسحاب في 15 مايو. كما طالب القرار جميع الأطراف بالمضي قدما في عملية السلام وتسهيل إنجاز المهام المعلقة للبعثة.
كانت بعثة الأمم المتحدة في نيبال موجودة في نيبال منذ عام 2007، ولكن أثناء إصدار القرار 1909، حذر الأمين العام بان كي مون من أن عملية السلام في خطر بسبب انعدام الثقة بين الأحزاب السياسية في البلاد.